# (34063) Mariamakarova
(34063) Mariamakarova es un asteroide perteneciente al cinturón de asteroides, descubierto el 31 de julio de 2000 por el equipo del Lincoln Near-Earth Asteroid Research desde el Laboratorio Lincoln, Socorro, Nuevo México.

## Designación y nombre
Designado provisionalmente como  2000 OA49. Fue nombrado por Maria Makarova (n. 1999) quien obtuvo el segundo lugar en la Feria Internacional de Ciencia e Ingeniería Intel 2017 por su proyecto de equipo de química. Asiste al Liceo Químico de Moscú, Moscú, Rusia.

## Características orbitales
Mariamakarova está situado a una distancia media del Sol de 2,324 ua, pudiendo alejarse hasta 2,784 ua y acercarse hasta 1,864 ua. Su excentricidad es 0,198 y la inclinación orbital 5,153 grados. Emplea 1293,83 días en completar una órbita alrededor del Sol.

## Características físicas
La magnitud absoluta de Mariamakarova es 14,59. Tiene 2,009 km de diámetro y su albedo se estima en 1,000.